# Stéphane Hennebert
Stéphane Hennebert (Lobbes, 2 juni 1969) is een Belgisch voormalig wielrenner, beroeps van 1992 tot 2000.

## Overwinningen
1991
- Omloop Het Volk voor Beloften

1992
- 3e etappe deel a Tour de l'Essonne

1995
- GP La Marseillaise

1997
- GP Jef Scherens

## Resultaten in voornaamste wedstrijden
| Jaar | Gent-Wevelgem | Parijs-Roubaix |
| ---- | ------------- | -------------- |
| 1992 | 121e          |                |
| 1995 |               | 83e            |
| 1999 | 55e           |                |